# La Luna (filme)
La Luna é um filme de comédia dramática romântica em língua malaia de 2023 escrito e dirigido por M. Raihan Halim. O filme é estrelado por Shaheizy Sam e Sharifah Amani.
O filme foi lançado em 9 de novembro de 2023 na Malásia, 16 de novembro em Singapura e 6 de dezembro de 2023 na Indonésia. Foi selecionado como a entrada de Singapura para o Melhor Longa-Metragem Internacional no 97º Oscar, mas não foi indicado.

## Enredo
A vida na pequena vila de Kampong Bras Basah é ditada pelas visões profundamente religiosas e socialmente conservadoras do chefe da vila, Tok Hassan. No entanto, o status quo muda quando a empresária Hanie chega à cidade e reforma a antiga casa de seu avô em uma loja de lingerie chamada La Luna, que é apenas para clientes mulheres e que Hanie vê como um espaço seguro para as mulheres da vila.

## Elenco
- Shaheizy Sam como Salihin Arshad
- Sharifah Amani como Hanie Abdullah
- Wan Hanafi Su como Tok Hassan
- Hisyam Hamid como Pa'at
- Nadiya Nissa como Yam
- Nam Ron como Ayob
- Farah Ahmad como Enah
- Iedil Dzuhrie Alaudin como Ustaz Fauzi
- Wafiy Ilhan como Yazid
- Syumaila Salihin como Azura Salihin
- Bella Rahim como Peah
- Elza Irdalynna como Jenab
- Nizam Hashim como Eunos

## Produção
Este filme foi produzido por 4 empresas: Clover Films e Papahan Films de Cingapura, ACT 2 Pictures da Malásia e One Cool Film de Hong Kong.
Uma grande melhoria na indústria cinematográfica da Malásia atraiu a empresa cinematográfica One Cool Film, sediada em Hong Kong, para investir no filme em colaboração com outras três empresas. Lim Teck, da Clover Films, ficou grato pelo apoio da One Cool Film e também deu feedback sobre o filme.
Mais tarde, a One Cool Film iniciou suas operações na Malásia em 20 de abril com The Locksmith como seu primeiro longa-metragem filmado no país e La Luna como sua primeira coprodução Cingapura-Malásia.

## Lançamento
O filme foi lançado em 9 de novembro de 2023 com a Skop Productions distribuindo para o mercado da Malásia, enquanto a Golden Village Pictures adquiriu os direitos de distribuição e foi lançado em 16 de novembro de 2023 em Cingapura. O filme também foi selecionado no Festival Internacional de Cinema de Tóquio, na Semana de Cinema de Jacarta e no Festival de Cinema Asiático Jogja-NETPAC na Indonésia.